# Krokar (Edgar Allan Poe)
Krokar (izvirno The Raven) je ena od najbolj znanih pesmi Edgarja Allana Poeja, prvič objavljena leta 1845 v časopisu New York Evening Mirror. Pesem govori o obisku govorečega krokarja pri nesrečno zaljubljenem prvoosebnem pripovedovalcu in spremlja, kako ta počasi tone v blaznost.